# روبن بارسامیان
روبن هُوسپی بارسامیان (ارمنی: Ռուբեն Հովսեփի Պարսամյան؛ زاده ۵ سپتامبر ۱۹۲۰ - درگذشته ۴ نوامبر ۱۹۸۹) تاریخ‌نگار هنر، سیاستمدار اهل ارمنستان که از تاریخ ۱۳ سپتامبر ۱۹۷۲ تا تاریخ ۲۸ اوت ۱۹۷۹ سمت وزیر فرهنگ ارمنستان شوروی را برعهده داشت.

## زندگی‌نامه
وی در ۵ سپتامبر ۱۹۲۰ در آلکساندراپول در به دنیا آمد و از دانشگاه دولتی علوم پرورشی خاچاطور آبوویان ارمنستان و انستیتو فلسفی، ادبی و تاریخی مسکو (۱۹۴۱) فارغ‌التحصیل گشت. وی در کالج دولتی هنرهای زیبای پانوس ترلمزیان، دانشگاه دولتی علوم پرورشی خاچاطور آبوویان ارمنستان، نگارخانه ملی ارمنستان، اتحادیه نقاشان ارمنستان و انجمن همکاری فرهنگی ارمنستان با کشورهای خارجی فعالیت می‌کرد. وی همچنین برنده جوایزی همچون نشان برجسته افتخار و چهره هنری شایسته ارمنستان شوروی () شد. وی در ۴ نوامبر ۱۹۸۹ در سن ۶۹ سالگی در ایروان درگذشت.